# 백소연
백소연은 대한민국의 텔레비전 드라마 작가이다. 

## 주요 작품
- 2017년 KBS2 드라마 스페셜 《강덕순 애정 변천사》 ... 집필
- 2017년 KBS2 드라마 스페셜 《우리가 못자는 이유》 ... 집필
- 2018년 KBS 드라마스페셜 《도피자들》 ... 집필
- 2019년 KBS2 월화 미니시리즈 《조선로코 - 녹두전》 ... 공동집필
- 2023년 KBS2 수목 미니시리즈 《어쩌다 마주친, 그대》 ... 집필